# أليكس تومسون (ربان)
أليكس تومسون (بالإنجليزية: Alex Thomson) (و. 1974  م) هو ربان ‏ من المملكة المتحدة، وويلز، ولد في بانجور.